# 나의 다른 면
나의 다른 면(The Other Side Of Me)은 2005년에 출판된 미국 작가 시드니 셸던의 자전적 회고록이다. 그의 마지막 책이기도 했다. 셸던은 모든 것을 보고 해봤으며 이제 이 솔직한 회고록에서 자신의 이야기를 공유한다.
1930년대 미국에서 자란 젊은 시드니는 투쟁이 무엇인지 알고 있었다. 수백만 명이 일자리를 잃었고 셸던 가족은 일자리를 찾아 미국 전역을 여행해야 했다. 시드니는 버스보이, 점원, 안내원으로 밤에 일했다.
그의 꿈은 작가가 되어 할리우드에 진출하는 것이었다. 그는 최고의 할리우드 프로듀서인 데이비드 셀즈닉(David Selznick)의 독자로 일했고 꿈이 구체화되기 시작했다. 셸던은 밤새도록 영화를 위해 이야기를 썼다. 조금씩 그는 명성을 얻었다. 그러나 때는 전쟁이었다. 그는 유타에 있는 미 육군 항공대에서 조종사로 훈련을 받은 후 뉴욕에서 스타덤에 대한 그의 꿈을 멈출 수 있는 소집을 기다렸다. 기다리는 동안 그는 브로드웨이 쇼의 대본을 썼다.
이 책에서 셸던은 기분 변화가 잦았고 종종 자신의 상황에 부적절한 감정을 느꼈다고 밝혔다. 1934년 17세에 그는 심각하게 자살을 고려했다. 1969년 셸던은 첫 번째 책을 출판했다. 나중에 31세에 독신남(The Bachelor and the Bobby-Soxer)의 각본으로 아카데미상을 수상했을 때 인생에서 가장 행복했어야 할 날에 자살 충동을 느꼈다는 것을 알게 되었다. 그는 정신과적 도움을 구했고 조울증(양극성) 진단을 받았다. 쉘든 그의 업적을 위해 열심히 일했다. 그의 다작의 저술 경력은 영화, 연극, 텔레비전 및 책에 걸친 식료품 목록처럼 읽는다.
1. ↑  시드니셀던 (2006년 1월 12일). 《또 다른 나》. 북앳북스. ISBN 978-89-88182-93-2.